# 여자친구의 어느 멋진 날
《여자친구의 어느 멋진 날》은 2015년 11월 17일부터 2015년 12월 8일까지 MBC MUSIC에서 방송
된 여자친구의 리얼 버라이어티 프로그램이다.

## 소개
필리핀 세부주 보홀섬으로 휴가를 떠난 여자친구의 3박 4일간 여행기를 담은 리얼리티 프로그램

## 출연
- 소원
- 예린
- 은하
- 유주
- 신비
- 엄지

## 회차별 방송 분량
- 1회 44분
- 2회 47분
- 3회 45분
- 4회 45분

## 시리즈
1. 샤이니의 어느 멋진 날
2. B1A4의 어느 멋진 날
3. 에일리&엠버의 어느 멋진 날
4. 슈퍼주니어의 어느 멋진 날
5. VIXX의 어느 멋진 날
6. AOA의 어느 멋진 날
7. 걸스데이의 어느 멋진 날
8. 여자친구의 어느 멋진 날
9. 세븐틴의 어느 멋진 날